# Aaron Antonovsky
Aaron Antonovsky (født 19. december 1923, død 7. juli 1994) var en israelsk-amerikansk professor i medicinsk sociologi og er kendt for den salutogenetiske idé og teorien om en Oplevelse Af Sammenhæng (OAS) (engelsk: Sense of Coherence, SOC).

## Den salutogenetiske idé
Ideen er at flytte fokus, fra en patogenetisk synsvinkel (fokus på det syge) til en salutogenetisk synsvinkel (fokus på det sunde), ikke for at erstatte den traditionelle lægevidenskab og behandling, men for at supplere. Han skelner i øvrigt mellem sund og rask og mellem syg og usund.
Antonovsky blev inspireret til Den salutogenetiske idé i 1970, hvor han undersøgte nogle israelske kvinder fra forskellige etniske grupper, og hvordan de tilpassede sig til overgangsalderen. Et af spørgsmålene var om kvinderne havde været i koncentrationslejr under 2. verdenskrig, og ikke overraskende kom han frem til at blandt de kvinder der havde været i koncentrationslejr var der færre (29%) som mente at de havde det godt fysisk og psykisk end blandt de der ikke havde været det (51%). Men Antonovsky fandt det meget interessant at hele 29% af de kvinder, der havde været i koncentrationslejr havde det godt fysisk og psykisk på trods, og bestemte sig for at flytte fokus fra spørgsmålet ”Hvorfor bliver mennesker syge?” til ”Hvad er det, der gør at mennesker holder sig raske og sunde til trods for alle de belastninger vi udsættes for?”..
Schilling, Mette 2007: Menneskets psykologi ISBN 87-628-0418-9

## Stressfaktorer
Antonovsky skriver, at alle bliver udsat for stressfaktorer, dvs. alle de store og små situationer, som man ikke lige har et svar eller en løsning på men er nødt til at håndtere. Det kan være sygdom, konflikter, kriser og spændinger og at dette er en normal del af livet. Stressfaktorer kan være negative, men han mener også at visse stressede situationer kan være gavnlige og udviklende, da de giver os erfaringer, som kan gøre os i stand til at tackle nye stressfaktorer bedre. Stressfaktorer påvirker os forskelligt, nogle er bedre til at håndtere dem end andre. Han sætter lighedstegn mellem sunde mennesker og evnen til at håndtere stressfaktorer. Hvis man er usund, dvs. ikke kan håndtere stressfaktorerne, bliver de til stress, som kan være truende overfor både livskvalitet og helbred.

## Oplevelse af sammenhæng (OAS)
Evnen til at finde mening og sammenhæng i sine omstændigheder og derved håndtere de iboende stressfaktorer, kalder han også oplevelse af sammenhæng (OAS). OAS består af 3 delelementer som han kalder begribelighed, håndterbarhed og meningsfuldhed. Disse opnås ved henholdsvis forudsigelighed, belastningsbalance og delagtighed/deltagelse som vist i denne model:
| Læreprocesser          | → | Følelsen af sammenhæng | → | Beskrivelse |
| ---------------------- | - | ---------------------- | - | --- |
| forudsigelighed        | → | begribelighed          | → | Omhandler hvorvidt man finder verden (og dertilhørende udfordringer) forståelig og sammenhængende eller om man finder den kaotisk og uforklarlig. Hvis man hører til den første type, vil man i højere grad kunne forklare og tilpasse sig udfordringer og forandringer end hvis man på forhånd finder den ubegribelig.                        |
| belastningsbalance     | → | håndterbarhed          | → | Omhandler hvorvidt vi føler at ressourcerne vi har til rådighed er nok til at få de krav som verden stiller én overfor, til at virke overskuelige og håndterbare. Hvis man ikke har oplevelsen af at have de nødvendige ressourcer og derved mulighed for at håndtere situationen, vil man ende med, at føle sig som et offer for tilværelsen. |
| delagtighed/deltagelse | → | meningsfuldhed         | → | Dette omhandler at være involveret og engageret i det man beskæftiger sig med, og at man oplever at der er en rød tråd blandt alle de krav, man stilles overfor; altså om hvorvidt man kan finde meningen i hvad man laver og det dertilhørende udfordringsniveau.                                                                             |